# Международный аэропорт имени Карлоса Мартинеса де Пинильоса
Международный аэропорт имени Карлоса Мартинеса де Пинильоса  (исп. Aeropuerto Capitán FAP Carlos Martínez de Pinillos, также известен под именем аэропорт Трухильо) — аэропорт, расположенный в северной части Перу в одиннадцати километрах от центра города Трухильо.

## История
11 января 1965 аэропорт был назван именем перуанского лётчика - капитана Карлоса Мартинеса де Пинильоса.

## Характеристики
Аэропорт способен принимать самолёты Boeing 737-100 и другие классом ниже.
PCN взлётно-посадочной полосы 48/F/B/X/T.

## Авиакомпании и направления
Летом 2018 года авиакомпания Movil Air объявила продажу билетов на рейсы в Чачапояс.
Весной 2019 года авиакомпания Sky Airline Peru планировала начать полёты на новых самолётах Airbus A320neo на внутренних рейсах в Перу, в том числе и через аэропорт Трухильо.

## Статистика
|                  | 2015    | 2016    | 2017    | 2018    | 2019    |
| ---------------- | ------- | ------- | ------- | ------- | ------- |
| Пассажиропоток   | 494 875 | 560 922 | 618 798 | 611 944 | 648 497 |
| Грузопоток, тонн | 910,8   | 538,6   | 752,2   | 556,9   | 666,9   |
| Самолётовылеты   | 9812    | 9515    | 10 554  | 10 808  | 11 088  |